# Хантинг Вали (Охајо)
Хантинг Вали (енгл. Hunting Valley) град је у америчкој савезној држави Охајо.

## Демографија
По попису из 2010. године број становника је 705, што је 30 (-4,1%) становника мање него 2000. године.
| Група             | 2000.       | 2010.       |
| Белци             | 724 (98,5%) | 665 (94,3%) |
| Афроамериканци    | 1 (0,1%)    | 4 (0,6%)    |
| Азијати           | 5 (0,7%)    | 8 (1,1%)    |
| Хиспаноамериканци | 4 (0,5%)    | 19 (2,7%)   |
| Укупно            | 735         | 705         |